# نوتروسوفی
نوتروسوفی (نام علمی: Neutrosophy) شاخه جدیدی از فلسفه می‌باشد که به اصل، طبیعت و منظور خنثی‌ها و همچنین کنش‌های آن با تخیل ایده‌آلی می‌پردازد.
نوتروسوفیک‌ها توسط فلورنتین اسمارانداچ در سال ۱۹۹۵ معرفی شدند.

## شرح نظریه
این نظریه شامل هر تصور یا ایده <A> را همراه با ضد آن یا <آنتی-A> و توهم "خنثی ها" <Neut-A> در نظر می‌گیرد (به‌طور مثال تصورات یا ایده‌های واقع شده بین دو اکسترمم که نه با <A> و نه با <آنتی-A> تطابق دارند). ایده‌های <Neut-A> و <آنتی-A> با یکدیگر با عنوان <غیر-A> یاد می‌شوند.
مطابق این نظریه، هر ایده <A> گرایش به خنثی یا بالانس شدن با ایده‌های <آنتی-A> و <غیر-A> را، به عنوان حالت تعادل، خواهند داشت.
به روشی کلاسیکی، <A>، <Neut-A>، <آنتی-A> دو به دو مجزا هستند. ولی از آنجا که در بسیاری از حالات مرز بین تصورات مبهم و غیر دقیق هستند، ممکن است که <A>، <Neut-A>، <آنتی-A> (و به‌طور بدیهی <غیر-A>) دو به دو اجزاء مشترکی نیز داشته باشند.
نوتروسوفی، پایه منطق نوتروسوفیک، مجموعه نوتروسوفیک، احتمال نوتروسوفیک. استاتیک نوتروسوفیک مورد استفاده در مهندسی (خصوصاً در ترکیب اطلاعات یا نرم‌افزار)، طب، ارتش، فیزیولوژی و فیزیک می‌باشد.
منطق نوتروسوفیک یک چارچوب عمومی برای وحدت بسیاری از منطق‌های موجود می‌باشد و منطق غیر شفاف را تعمیم می‌دهد (خصوصاً منطق غیر شفاف شهودی را).
ایده اصلی منطق نوتروسوفیک (NL) مشخص کردن هر عبارت منطقی در یک فضای سه بعدی نوتروسوفیک می‌باشد که در آن هر بعد فضا به ترتیب معرف درستی (T)، غلط بودن (F) و عدم قطعیت (I) عبارت مورد نظر می‌باشد و در آن T، I و F زیرمجموعه‌های استاندارد یا غیراستاندارد ]-0, 1+[ می‌باشند.
برای طرح‌های مهندسی نرم‌افزار بازه واحد کلاسیکی [0, 1] را می‌توان مورد استفاده قرار داد.
T، I و F اجزاء مستقلی هستند، که جایی برای اطلاعات ناقص (وقتی که جمع بالائی آنان < 1 باشد)، اطلاعات غیرسازگار و متناقض (وقتی که جمع بالائی آنان > 1 باشد) یا اطلاعات کامل (مجموعه اجزاء مساوی 1 باشد) باز می‌نمایند.
به عنوان یک مثال، یک عبارت می‌تواند بین [0.4, 0.6] و درست، {0.1} یا بین (0.15,0.25) و غیرقابل تعیین، یا 0.4 یا 0.6 و غلط باشد.
مجموعه نوتروسوفیک تعمیمی از مجموعه غیر شفاف می‌باشد (خصوصاً مجموعه غیر شفاف شهودی).
فرض کنید U یک عالم مباحثه باشد، و M یک مجموعه واقع در U باشد. یک جزء x از U نسبت به مجموعه M به صورت x(T, I, F) بیان می‌شود و به صورت زیر متعلق به M می‌باشد:
t% درست در مجموعه است، i% غیرقابل تعیین (یا ناشناخته) در مجموعه است، و f% هم غیر درست در مجموعه است، که t در T تغییر می‌کند، I در I، و f در F.
به‌طور استاتیکی، T، I و F زیرمجموعه هستند، ولی به‌طور دینامیکی T، I و F توابع/عملگر هستند (بسته به بسیاری از پارامترهای شناخته شده و ناشناخته).
احتمال نوتروسوفیک تعمیمی از احتمال کلاسیک و احتمال غیر دقیق می‌باشد که در آن احتمال آنکه پدیده A رخ دهد، t% درست می‌باشد – که در آن t در زیرمجموعه T تغییر می‌کند، i% غیرقابل تعیین – که در آن I در زیر مجموعه I تغییر می‌کند، و f% غلط می‌باشد – که در آن f در زیرمجموعه F تغییر می‌کند.
در احتمال کلاسیک n_sup <= 1 می‌باشد، در حالیکه در احتمال نوتروسوفیک n_sup <= 3+ می‌باشد.
در احتمال غیردقیق: احتمال یک پدیده یک زیرمجموعه T در [0, 1] می‌باشد، نه یک عدد p در [0, 1]، و آنچه می‌ماند برعکس فرض می‌شود، یعنی زیرمجموعه F (باز هم در بازه واحد [0, 1])، هیچ زیرمجموعه غیرقابل تعیین I در احتمال غیر دقیق وجود ندارد.
استاتیک نوتروسوفیک آنالیز پدیده‌های توصیف شده توسط احتمال نوتروسوفیک می‌باشد. استاتیک نوتروسوفیک تعمیم استاتیک کلاسیکی است.
تابعی که احتمال نوتروسوفیک متغیر تصادفی x را مدول می‌کند، توزیع نوتروسوفیک نامیده می‌شود: NP(x) = (T(x), I(x), F(x)) که در آن T(x) معرف احتمال وقوع پدیده x، F(x) معرف احتمال وقوع نیافتادن پدیده x، و I(x) معرف احتمال غیرقابل تعیین/ناشناخته پدیده x می‌باشد.
در بسیاری از پروژه‌های نرم‌افزاری، منطق، مجموعه و احتمال نوتروسوفیک در حال جایگزینی منطق غیرشفاف، مجموعه غیر شفاف و احتمال کلاسیکی می‌باشد.